# Protestvlag
Een protestvlag is een manier om bij zeilwedstrijden aan te geven dat iets ongeoorloofds gebeurt.
Bij zeilwedstrijden wordt de arbitrage in de meeste gevallen pas achteraf gedaan, omdat men tijdens de wedstrijden niet van nabij kan observeren zonder de wedstrijd te verstoren. Daarom kunnen de zeilers zelf tijdens de wedstrijd aangeven of er iets onreglementairs gebeurt, terwijl de wedstrijd intussen gewoon door kan gaan. De zeilers doen dit door een protestvlag in het want te hijsen en daar bij het woord "Protest" te roepen. De protestvlag is over het algemeen een signaalvlag B, of een rode, rechthoekige vlag. Als de protestvlag aan het einde van de wedstrijd nog steeds gehesen is, dan geven de zeilers dán aan wat er gebeurd is, en wordt er door een "protest committee" besloten of iemand fout geweest is, en wat de consequenties daarvan zijn. Dit is niet altijd nodig, de overtreder kan bij sommige fouten zelf al toegeven dat hij fout zit door een 360° of 720° (een of twee rondjes) te draaien, en zo een eventueel verkregen voordeel teniet te doen.